# Rue de l'Église (Woluwe-Saint-Pierre)
Pour les articles homonymes, voir Rue de l'Église.
La rue de l’Église (en néerlandais : Kerkstraat) est une rue bruxelloise de la commune de Woluwe-Saint-Pierre longue de 450 mètres.

## Situation et accès
Elle relie le Val des Seigneurs à la rue d'Argile (Kraainem). La rue est située dans l'ancien hameau de Stockel.
Il s'agit d'une rue principalement commerçante. La rue démarre à l'angle de la rue d'Argile et de la rue Longue. Elle rejoint la place Dumon à l'angle de l'avenue de Hinnisdael. Ensuite elle passe la rue Blockmans et joint plus loin le carrefour formé par la rue Henrotte et la rue Vandermaelen. Le parvis de l'église Notre-Dame de Stockel se trouve à cet endroit. Ensuite la rue de l'Église descend vers le Val des Seigneurs.
Transport public place Dumon
- arrêt Stockel tram 39 (STIB)
- arrêt Stockel du bus 36 (STIB)

Transport public centre commercial « Stockel Square »
- arrêt Stockel du métro (station terminus de la ligne 1)

## Origine du nom
Le nom de cette rue fait référence à l'église Notre-Dame de Stockel, un édifice moderne construit en 1962 en remplacement de l'ancienne église paroissiale, vétuste et devenue trop exiguë.

## Bâtiments remarquables et lieux de mémoire
- Rue de l'Église – Inventaire du patrimoine architectural de la Région de Bruxelles-Capitale